# James Cogdell
James Wesley Cogdell (23 de agosto de 1953) é um matemático estadunidense.

## Formação e carreira
Graduado pela Universidade Yale em 1975 com um grau de bacharel em em obteve um Ph.D. em 1981, com a tese Arithmetic Quotients of the Complex 2-Ball and Modular Forms of Nebentypus, orientado por Ilja Pjatetskij-Shapiro. Cogdell fez um pós-doutorado na Universidade de Maryland e na Universidade da Califórnia em Los Angeles. Foi de 1982 a 1988 professor assistente na Universidade Rutgers. Na Oklahoma State University foi de 1987 a 1988 professor assistente, de 1988 a 1994 professor associado, e de 1994 a 2004 professor pleno (a partir de 1999 como Southwestern Bell Professor, de 2000 como Regents Professor, e de 2003 como Vaughan Foundation Professor). Em 2004 foi professor na Universidade Estadual de Ohio.
Foi, com Piatetski-Shapiro, palestrante convidado do Congresso Internacional de Matemáticos em Pequim (2002: Converse theorems, functoriality and applications to number theory). Foi editor, com Simon Gindikin e Peter Sarnak, dos Selected Works of Ilya Piatetski-Shapiro (2000, AMS).
Cogdell foi eleito em 2012 fellow da American Mathematical Society e em 2016 fellow da Associação Americana para o Avanço da Ciência.

## Publicações selecionadas
- com Ilya Piatetski-Shapiro: The Arithmetic and Spectral Analysis of Poincaré Series (= Perspectives in Mathematics. 13). Academic Press, Boston MA etc. 1990, ISBN 0-12-178590-4; 2014 pbk reprint
- com Ilya I. Piatetski-Shapiro: Converse theorems for {\displaystyle GL_{n}}. (in 2 parts) Part I: Publications Mathématiques de l'IHÉS. vol. 79, no. 1, 1994, pp. 157–214, (online); Part II: Journal für die reine und angewandte Mathematik. vol. 507, 1999, pp. 165–188, doi:10.1515/crll.1999.507.165.
- Analytic theory of {\displaystyle L}-functions for {\displaystyle GL_{n}}. Langlands conjectures for {\displaystyle GL_{n}}. Dual groups and Langlands functoriality. In: Joseph Bernstein, Stephen Gelbart: An Introduction to the Langlands Program. Birkhäuser, Boston MA etc. 2003, ISBN 0-8176-3211-5, pp. 197–268.
- com Henry H. Kim, M. Ram Murty: Lectures on Automorphic {\displaystyle L}-Functions (= Fields Institute Monographs. 20). American Mathematical Society, Providence RI 2004, ISBN 0-8218-3516-5. Lectures on Automorphic {\displaystyle L}-Functions, AMS Bookstore
- com Henry H. Kim, Ilya I. Piatetski-Shapiro, and Freydoon Shahidi. "Functoriality for the classical groups." Publications Mathématiques de l'IHÉS 99 (2004): 163–233.
- editor com Dihua Jiang, Stephen S. Kudla, David Soudry, Robert J. Stanton: Automorphic Representations, {\displaystyle L}-functions and Applications. Progress and Prospects. Proceedings of a Conference Honoring Steve Rallis on the Occasion of his 60th Birthday. The Ohio State University, March 27–30, 2003 (= Ohio State University Mathematical Research Institute Publications. 11). De Gruyter, Berlin etc. 2005, ISBN 3-11-017939-3.
- {\displaystyle L}-functions and Converse Theorems for {\displaystyle GL_{n}}. In: Peter Sarnak, Freydoon Shahidi (eds.): Automorphic Forms and Applications (= IAS/Park City Mathematics Series. 12). American Mathematical Society, Providence RI 2007, ISBN 978-0-8218-2873-1, pp. 97–177.
- editor com Jens Funke, Michael Rapoport, Tonghai Yang: Arithmetic Geometry and Automorphic Forms (= Advanced Lectures in Mathematics. 19). International Press etc., Somerville MA etc. 2011, ISBN 978-1-57146-229-9.
  - pp. 55–90: with Freydoon Shahidi: Some Generalized Functionals and their Bessel Functions.
- editor com Freydoon Shahidi, David Soubry (eds.): Automorphic Forms and Related Geometry: Assessing the Legacy of I. I. Piatetski-Shapiro. Conference on Automorphic Forms and Related Geometry: Assessing the Legacy of I. I. Piatetski-Shapiro, April 23–27, 2012, Yale University, New Haven, CT (= Contemporary Mathematics. 614). American Mathematical Society, Providence RI 2014, ISBN 978-0-8218-9394-4. Automorphic Forms and Related Geometry: Assessing the Legacy of I. I. Piatetski-Shapiro, AMS Bookstore
  - pp. 31–51: Piatetski-Shapiro’s Work on Converse Theorems.
  - pp. 375–386: with Freydoon Shahidi, T.-L. Tsai: On Stability of Root Numbers.
- {\displaystyle L}-functions and non-abelian class field theory, from Artin to Langlands. In: Della Dumbaugh, Joachim Schwermer: Emil Artin and Beyond – Class Field Theory and {\displaystyle L}-functions. With Contributions by James Cogdell and Robert Langlands. European Mathematical Society, Zürich 2015, ISBN 978-3-03719-146-0, pp. 127–161.
  - Emil Artin and Beyond–Class Field Theory and {\displaystyle L}-functions, AMS Bookstore European Mathematical Society Publishing House